# Campionati europei under 20 di atletica leggera 2023
I XXVII Campionati europei under 20 di atletica leggera (in inglese: 2023 European Athletics U20 Championships) si sono disputati a Gerusalemme, in Israele, dal 7 al 10 agosto 2023, per la prima volta in questo paese. Inizialmente erano previsti per il 6 - 9 luglio a Cluj-Napoca, in Romania.

## Nazioni partecipanti
Erano iscritti 1 159 atleti (622 uomini e 537 donne) da 44 paesi. Tra parentesi, il numero di atleti partecipanti per nazione.
- Albania (2)
- Armenia (3)
- Austria (14)
- Azerbaigian (1)
- Belgio (25)
- Bosnia ed Erzegovina (3)
- Bulgaria (11)
- Croazia (17)
- Cipro (15)
- Danimarca (11)
- Estonia (23)
- Finlandia (31)
- Francia (59)
- Germania (116)
- Gran Bretagna (58)

- Grecia (34)
- Irlanda (35)
- Islanda (4)
- Israele (11)
- Italia (96)
- Kosovo (2)
- Lettonia (9)
- Lituania (19)
- Lussemburgo (3)
- Macedonia del Nord (1)
- Malta (2)
- Moldavia (2)
- Montenegro (1)
- Norvegia (29)
- Paesi Bassi (44)

- Polonia (70)
- Portogallo (19)
- Rep. Ceca (46)
- Romania (21)
- San Marino (1)
- Serbia (18)
- Slovacchia (19)
- Slovenia (18)
- Spagna (67)
- Svezia (48)
- Svizzera (45)
- Turchia (38)
- Ucraina (32)
- Ungheria (36)

## Risultati

### Uomini
| Specialità | Oro                                                                                       | Prestazione  | Argento | Prestazione | Bronzo                                                                                    | Prestazione |
| Corse piane |                                                                                           |              | |             |                                                                                           |             |
| 100 m | Marek Zakrzewski                                                                          | 10"25        | Isak Hughes | 10"31       | Sean Anyaogu                                                                              | 10"34       |
| 200 m | Marek Zakrzewski                                                                          | 20"63        | Timo Spiering | 20"97       | Daniele Groos                                                                             | 21"01       |
| 400 m | Jónas Gunnleivsson Isaksen                                                                | 45"86        | Charlie Carvell | 46"08       | Maksymilian Szwed                                                                         | 46"31       |
| 800 m | Ramon Wipfli                                                                              | 1'47"20      | Thomas Marques de Andrade                                                                                               | 1'47"29     | Ronald Olivo                                                                              | 1'47"39     |
| 1 500 m | Niels Laros                                                                               | 3'56"78      | Kevin Kamenschak | 3'59"73     | Ondřej Gajdoš                                                                             | 4'00"98     |
| 3 000 m | Jonathan Grahn                                                                            | 8'44"67      | Nicholas Griggs | 8'45"69     | Bradley Giblin                                                                            | 8'47"26     |
| 5 000 m | Niels Laros                                                                               | 14'11"82     | Jonathan Grahn | 14'12"73    | Kevin Kamenschak                                                                          | 14'15"02    |
| Corse a ostacoli |                                                                                           |              | |             |                                                                                           |             |
| 110 m hs (99 cm) | Enzo Diessl                                                                               | 13"12        | Rasmus Vehmaa | 13"23       | Sisínio Ambriz                                                                            | 13"29       |
| 400 m hs | Jere Haapalainen                                                                          | 50"02        | Antti Sainio | 50"19       | Anouar Bourahla                                                                           | 50"33       |
| 3 000 m siepi | Sergio del Barrio                                                                         | 8'46"81      | Pierre Boudy | 8'47"04     | Ferenc Soma Kovács                                                                        | 8'47"50     |
| Salti |                                                                                           |              | |             |                                                                                           |             |
| Salto in alto | Melwin Lycke Holm                                                                         | 2,18 m =     | Edoardo Stronati | 2,18 m      | Robert Ruffíni                                                                            | 2,15 m      |
| Salto con l'asta | Simone Bertelli                                                                           | 5,40 m       | Valentin Imsand | 5,40 m      | Erdem Tilki                                                                               | 5,30 m      |
| Salto in lungo | Mattia Furlani                                                                            | 8,23 m       | Bozhidar Sarâboyukov | 8,22 m      | Nikita Masliuk                                                                            | 7,97 m w    |
| Salto triplo | Viktor Morozov                                                                            | 16,45 m      | Bozhidar Sarâboyukov | 16,25 m     | Lâchezar Vâlcher                                                                          | 16,16 m     |
| Lanci |                                                                                           |              | |             |                                                                                           |             |
| Getto del peso (6 kg) | Lasse Schulz                                                                              | 20,21 m      | Lukas Schober | 19,76 m     | Dimitrios Antonatos                                                                       | 19,31 m     |
| Lancio del disco (1,75 kg) | Mykhailo Brudin                                                                           | 66,58 m      | Jan Svozil | 59,93 m     | Yannick Rolvink                                                                           | 59,86 m     |
| Lancio del martello (6 kg) | Max Lampinen                                                                              | 79,72 m      | Iosif Kesidis | 77,73 m     | Miklós Csekõ                                                                              | 76,87 m     |
| Lancio del giavellotto | György Herczeg                                                                            | 79,45 m      | Max Dehning | 78,07 m     | Michael Allison                                                                           | 72,44 m     |
| Staffette |                                                                                           |              | |             |                                                                                           |             |
| Staffetta 4×100 m | Svizzera Jonathan Gou Gomez Joël Csontos Mathieu Chévre Manuel Gerber Alexis Hirsiger*    | 39"87        | Paesi Bassi Lorenzo Speear Timo Spiering Jozuah Revierre Jamie Sesay                                                    | 40"14       | Germania Milian Zirbus Heiko Gussmann Vincent Herbst Ivo Ziebold                          | 40"15       |
| Staffetta 4×400 m | Gran Bretagna Charlie Carvell Jake Minshull David Race San Lunt Alex Houchin* Otis Irwin* | 3'06"89      | Germania Florian Kroll Louis Quarata Malik Skupin-Alfa Elija Ziem Niclas Kaluza* Younes El Makrini* Bastian Sundermann* | 3'07"75     | Francia Felix Levasseur Milann Klemenic Amaury Guillard Allan Lacroix Mathis Vaitulukina* | 3'07"97     |
| Prove su strada |                                                                                           |              | |             |                                                                                           |             |
| Marcia 10 000 m | Frederick Weigel                                                                          | 41'53"58 > ~ | Hayrettin Yildiz | 42'13"78    | Giuseppe Disabato                                                                         | 42'19"67    |
| Prove multiple |                                                                                           |              | |             |                                                                                           |             |
| Decathlon (under 20) | Amadeus Gräber                                                                            | 8209 p.      | Matthias Lasch | 8052 p.     | Andrin Huber                                                                              | 8009 p.     |
| miglior prestazione mondiale under 20; miglior prestazione mondiale stagionale under 20; record europeo; miglior prestazione europea stagionale; record europeo under 20; record europeo stagionale under 20; record dei campionati; record nazionale; record nazionale under 20; record nazionale under 18; record personale; record personale stagionale. |                                                                                           |              | |             |                                                                                           |             |

### Donne
| Specialità | Oro                                                                                      | Prestazione  | Argento | Prestazione  | Bronzo | Prestazione   |
| Corse piane |                                                                                          |              | |              | |               |
| 100 m | Joy Eze                                                                                  | 11"39        | Renee Regis | 11"40        | Anna Luca Kocsis | 11"55 (.547)  |
| 200 m | Nora Lindahl                                                                             | 23"26 (.252) | Alexa Sulyán | 23"26 (.260) | Success Eduan | 23"34         |
| 400 m | Lurdes Gloria Manuel                                                                     | 51"94        | Alexe Deau | 52"53        | Myrte van der Schoot | 52"85         |
| 800 m | Audrey Werro                                                                             | 2'03"38      | Abigail Ives | 2'05"89      | Dilek Koçak | 2'06"21       |
| 1 500 m | Dilek Koçak                                                                              | 4'16"86      | Sofia Thøgersen | 4'17"08      | Natálie Millerová | 4'18"92       |
| 3 000 m | Agate Caune                                                                              | 8'53"20      | Zuzanna Wiernicka | 9'21"40      | Sofia Benfares | 9'25"42       |
| 5 000 m | Agate Caune                                                                              | 15'03"85     | Kira Weis | 15'50"36     | Sofia Thøgersen | 15'53"08      |
| Corse a ostacoli |                                                                                          |              | |              | |               |
| 100 m hs | Rosina Schneider                                                                         | 13"06        | Valérie Guignard | 13"23        | Lia Flotow | 13"32 =       |
| 400 m hs | Moa Granat                                                                               | 56"58        | Olha Mashanienkova | 56"83        | Alexandra Ștefania Uță                                                                                                   | 57"02 (.016)  |
| 3 000 m siepi | Karolína Jarošová                                                                        | 10'04"57     | Adia Budde | 10'07"34     | Vasiliki Kallimogianni                                                                                                   | 10'08"44      |
| Salti |                                                                                          |              | |              | |               |
| Salto in alto | Angelina Topić                                                                           | 1,90 m       | Elisabeth Pihela | 1,88 m       | Joana Herrmann | 1,86 m        |
| Salto con l'asta | Sara Winberg                                                                             | 4,25 m       | Rugilė Miklyčiūtė | 4,15 m       | Non assegnata | Non assegnata |
| Salto con l'asta | Sara Winberg                                                                             | 4,25 m       | Great Nnachi | 4,15 m       | Non assegnata | Non assegnata |
| Salto in lungo | Elizabeth Ndudi                                                                          | 6,56 m       | Plamena Mitkova | 6,54 m =     | Laura Raquel Müller | 6,51 m        |
| Salto triplo | Oleksandra Chernukha                                                                     | 13,63 m      | Teodora Boberić | 13,50 m      | Aleksandrija Mitrović | 13,40 m       |
| Lanci |                                                                                          |              | |              | |               |
| Getto del peso | Nina Chioma Ndubuisi                                                                     | 17,97 m      | Zuzanna Maślana | 16,90 m      | Chantal Rimke | 15,55 m       |
| Lancio del disco | Curly Brown                                                                              | 53,93 m      | Milina Wepiwé | 53,83 m      | Lea Bork | 53,46 m       |
| Lancio del martello | Valentina Savva                                                                          | 64,69 m      | Jada Julien | 62,92 m      | Jázmin Csatári | 62,47 m       |
| Lancio del giavellotto | Adriana Vilagoš                                                                          | 58,38 m      | Veronika Šokota | 55,41 m      | Fanni Kövér | 53,09 m       |
| Staffette |                                                                                          |              | |              | |               |
| Staffetta 4×100 m | Germania Nele Jaworski Chelsea Kadiri Rosina Schneider Holly Okuku                       | 43"82        | Gran Bretagna Renee Regis Sophie Walton Joy Eze Success Eduan                                                                     | 43"86        | Rep. Ceca Hana Blažková Terezie Táborská Nikola Musilová Adéla Tkáčová                                                   | 44"68         |
| Staffetta 4×400 m | Francia Alexe Deau Méta Tumba Maelle Maynier Benedetta Kouakou Emma Guion* Orane Doumbe* | 3'33"31      | Paesi Bassi Maud van Sintmaartensdijk Britt de Blaauw Madelief van Leur Myrte van der Schoot Lynn Behnke* Celine van Heerikhuize* | 3'33"33      | Rep. Ceca Karolína Mitanová Kateřina Matoušková Terezie Táborská Lurdes Gloria Manuel Ema Feilhauerová* Barbora Vaňková* | 3'34"84       |
| Prove su strada |                                                                                          |              | |              | |               |
| Marcia 10 000 m | Sofia Santacreu                                                                          | 45'59"76     | Giulia Gabriele | 46'56"73 >   | Ana Delahaie | 47'11"09      |
| Prove multiple |                                                                                          |              | |              | |               |
| Eptathlon | Sandrina Sprengel                                                                        | 5928 p.      | Pia Meßing | 5790 p.      | Sophie Kreiner | 5698 p.       |
| miglior prestazione mondiale under 20; miglior prestazione mondiale stagionale under 20; record europeo; miglior prestazione europea stagionale; record europeo under 20; record europeo stagionale under 20; record dei campionati; record nazionale; record nazionale under 20; record nazionale under 18; record personale; record personale stagionale. |                                                                                          |              | |              | |               |

## Medagliere
Legenda
     Paese ospitante
| Posizione | Paese         | Oro | Argento | Bronzo | Totale |
| --------- | ------------- | --- | ------- | ------ | ------ |
| 1         | Germania      | 8   | 8       | 7      | 23     |
| 2         | Svezia        | 5   | 2       | 0      | 7      |
| 3         | Rep. Ceca     | 3   | 1       | 4      | 8      |
| 4         | Gran Bretagna | 2   | 4       | 4      | 10     |
| 5         | Italia        | 2   | 3       | 2      | 7      |
| 5         | Paesi Bassi   | 2   | 3       | 2      | 7      |
| 7         | Svizzera      | 2   | 3       | 1      | 6      |
| 8         | Polonia       | 2   | 2       | 1      | 5      |
| 9         | Finlandia     | 2   | 2       | 0      | 4      |
| 10        | Serbia        | 2   | 1       | 1      | 4      |
| 10        | Ucraina       | 2   | 1       | 1      | 4      |
| 12        | Lettonia      | 2   | 0       | 0      | 2      |
| 12        | Spagna        | 2   | 0       | 0      | 2      |
| 14        | Francia       | 1   | 2       | 4      | 7      |
| 15        | Austria       | 1   | 2       | 2      | 5      |
| 16        | Ungheria      | 1   | 1       | 5      | 7      |
| 17        | Turchia       | 1   | 1       | 2      | 4      |
| 18        | Danimarca     | 1   | 1       | 1      | 3      |
| 19        | Cipro         | 1   | 1       | 0      | 2      |
| 19        | Estonia       | 1   | 1       | 0      | 2      |
| 19        | Irlanda       | 1   | 1       | 0      | 2      |
| 22        | Bulgaria      | 0   | 3       | 1      | 4      |
| 23        | Croazia       | 0   | 1       | 0      | 1      |
| 23        | Lituania      | 0   | 1       | 0      | 1      |
| 25        | Grecia        | 0   | 0       | 2      | 2      |
| 26        | Portogallo    | 0   | 0       | 1      | 1      |
| 26        | Romania       | 0   | 0       | 1      | 1      |
| 26        | Slovacchia    | 0   | 0       | 1      | 1      |
| Totale    | Totale        | 44  | 45      | 43     | 132    |

## Atleti plurivincitori
Uomini
- Marek Zakrzewski ( 100 m piani,  200 m piani)
- Niels Laros ( 1500 m piani,  5000 m piani)

Donne
- Agate Caune ( 3000 m piani,  5000 m piani)